# Лупу, Мариан Ильич
Мариа́н Ильи́ч Лу́пу (рум. Marian Lupu; род. 20 июня 1966, Бельцы, Молдавская ССР, СССР) — молдавский государственный и политический деятель. Председатель Счётной палаты Республики Молдова с 7 февраля 2019 по 21 марта 2024 года. Исполняющий обязанности Президента Республики Молдова с 30 декабря 2010 по 23 марта 2012 года. Председатель Парламента Республики Молдова с 24 марта 2005 по 5 мая 2009 и с 30 декабря 2010 по 25 апреля 2013 года.

## Биография
Родился 20 июня 1966 в городе Бельцы Молдавской ССР в семье школьных учителей Ильи Лупу и Ларисы Лупу. В возрасте 6 лет переехал с семьёй в Кишинёв.

### Образование
В 1983 году с золотой медалью окончил школу № 1 Кишинёва (ныне Теоретический лицей им. Георге Асаки). В 1987 году с отличием окончил факультет экономики и торговли Кишинёвского государственного университета. С 1987 года учился в аспирантуре Московского института народного хозяйства им. Г. В. Плеханова и Кишинёвского государственного университета, по окончании которой в 1991 году получил звание кандидата экономических наук.

### Карьера
Член ВЛКСМ в 1980—1988 гг. Член КПСС в 1988—1991 гг. С 1991 года работал в Департаменте внешних экономических связей Министерства экономики сначала в должности главного специалиста, затем начальника отдела, начальника управления, а с 1997 года — директора департамента. В 1992—2000 гг. являлся также исполнительным директором программы TACIS-Moldova.
В 1994 году прошёл специализированные курсы макроэкономики в Вашингтонском институте Международного валютного фонда, в 1996 — курсы международной торговли в Институте Всемирной торговой организации в Женеве.
С 24 мая 2001 года — заместитель министра экономики, координатор деятельности департаментов внешнеэкономических связей и торговли в рамках министерства. С 5 августа 2003 года — министр экономики Республики Молдова.
6 марта 2005 года избран депутатом парламента по спискам Партии коммунистов Республики Молдова (ПКРМ). 24 марта 2005 года избран на должность председателя парламента.
10 июня 2009 года вышел из ПКРМ. Ранее 17 сентября 2007 года Владимир Филат заявил, что у Мариана Лупу было намерение выйти из ПКРМ будучи председателем Парламента. Присоединился к Демократической партии Молдовы (ДПМ) и возглавил её.
На досрочных парламентских выборах 2009 года возглавил список кандидатов ДПМ и был избран депутатом парламента Республики Молдова. В то время как после выборов ПКРМ И ДПМ имели вместе 61 депутатский мандат (необходимое число мандатов для избрание президента), Мариан Лупу отказался создать коалицию со своей бывшей партией, предпочтя создать Альянс «За европейскую интеграцию» (АЕИ) с Либерал-демократической партией Молдовы, Либеральной партией и Альянсом «Наша Молдова». Мариан Лупу стал кандидатом на пост президента Республики Молдова на выборах 10 ноября и 7 декабря 2009 года, но получил голоса лишь 53 депутатов парламента от АЕИ при необходимых 61.
На досрочных парламентских выборах 2010 года Мариан Лупу вновь был избран депутатом парламента Республики Молдова. В течение месяца партия под его руководством вела переговоры с ПКРМ и параллельно с ЛДПМ и ЛП. Альянс «Наша Молдова» не преодолел 4-х процентный барьер. 30 декабря 2010 года было подписано соглашение о создании Альянса «За европейскую интеграцию 2». В этот же день Мариан Лупу был избран председателем парламента голосами 59 депутатов от ЛДПМ, ДПМ и ЛП и занял должность исполняющего обязанности президента Республики Молдова.
Мариан Лупу стал кандидатом от Альянса за европейскую интеграцию на президентских выборах 16 декабря 2011 года, но получил поддержку только 58 депутатов от АЕИ. 3 депутата от Партии социалистов Республики Молдова (ПСРМ), во главе с Игорем Додоном, проголосовали против, а ещё один бюллетень был признан недействительным. Во время проведения голосования депутаты правящего альянса и депутаты от ПСРМ показывали свои бюллетени журналистам перед тем, как их опустить в урну для голосования. Депутат Михай Годя, участвовавший в голосовании, но не показавший свой бюллетень, позднее направил запрос в Конституционный суд Республики Молдова об отмене выборов президента от 16 декабря по причине незаконности, по его мнению, показа бюллетеней депутатами. Конституционный суд Республики Молдова отменил результаты выборов президента 16 декабря, а также решение парламента о назначении даты второго тура выборов на 15 января 2012 года.
28 декабря 2011 года Мариан Лупу объявил о том, что не будет баллотироваться на должность президента страны, призвав представленные в парламенте партии к поиску других кандидатур на пост президента.
25 апреля 2013 года председатель парламента Мариан Лупу был отправлен в отставку голосами 76 депутатов Партии коммунистов Республики Молдова, Либерал-демократической партии Молдовы, Партии социалистов Республики Молдова, некоторыми депутатами-«реформаторами» из Либерал-реформатоской партии и некоторыми независимыми депутатами
Осенью 2016 года был выдвинут Демократической партией Молдовы в качестве кандидата на президентских выборах 30 октября.
С 2012 года по 2017 год был заместителем председателя Социнтерна. С 2015 года по 2017 год - ассоциированным членом президиума и совета Партии Европейских Социалистов (ПЕС). В период 2017-2018 годов был главой делегации Парламента Республики Молдова в ПАСЕ, а также сопредседателем Парламентской Ассамблеи Восточного Партнёрства с ЕС (PA EURONEST).
С 7 февраля 2019 по 21 марта 2024 года — Председатель Счётной Палаты Республики Молдова.

## Языки
Владеет румынским, французским, английским и русским языками.

## Личная жизнь
Жена Виктория Лупу, дочь Александра Лупу (род. 1995), сын Кристиан (род. 1997).

## Награды
- Орден «Содружество» (МПА СНГ, 30 мая 2007) — за активное участие в деятельности Межпарламентской Ассамблеи и её органов, вклад в укрепление дружбы между народами государств — участников Содружества[12]
- Медаль «МПА СНГ. 25 лет» (Межпарламентская ассамблея СНГ, 27 марта 2017) — за заслуги в деле развития и укрепления парламентаризма, за вклад в развитие и совершенствование правовых основ функционирования Содружества Независимых Государств, укрепление международных связей и межпарламентского сотрудничества[13]
- Орден Республики (Республика Молдова, 23 июля 2014) — в знак высокой признательности за вклад в проведение реформ, основанных на европейских ценностях и стандартах, за особые заслуги в обеспечении ведения переговоров, подписания и ратификации Соглашения об ассоциации между Республикой Молдова и Европейским Союзом, оказание содействия в либерализации визового режима в государствах — членах ЕС и в Шенгенской зоне и активное участие в повышении престижа страны на международной арене[14][15]
- Командор ордена Звезды Румынии (Румыния, 7 сентября 2022)[16]